# Związek Południowej Afryki na Letnich Igrzyskach Olimpijskich 1932
Związek Południowej Afryki na Letnich Igrzyskach Olimpijskich 1932 reprezentowany był przez 12 zawodników (10 mężczyzn i 2 kobiety). Reprezentacja ZPA zdobyła 5 medali (2 złota i 3 brązy) i była jedyną reprezentacją z Czarnego Lądu na tych igrzyskach. Był to siódmy start Związku Południowej Afryki w historii letnich olimpiad.

## Medaliści

### Złota
- David Carstens — Boks, waga półciężka
- Lawrence Stevens — Boks, waga lekka

### Brązy
- Marjorie Clark — Lekkoatletyka, bieg na 80 m przez płotki kobiet
- Jenny Maakal — Pływanie, 400 m stylem dowolnym kobiet
- Ernest Peirce — Boks, waga średnia